# Zagon
Zagon es una comuna ubicada en el distrito de Covasna, Rumania.

## Superficie
Posee una superficie de 290,8 kilómetros cuadrados.

## Demografía
Hasta 2021 la población era de 4924 habitantes, con una densidad de población de 16,93 habitantes por kilómetro cuadrado.